# Rivière Sainte-Anne (Beaupré)
Pour les articles homonymes, voir Rivière Sainte-Anne.
La rivière Sainte-Anne, autrefois nommée rivière Sainte-Anne du Nord, est un affluent de la rive nord-ouest du fleuve Saint-Laurent où elle se déverse à la hauteur de Beaupré. Elle coule dans la région administrative de la Capitale-Nationale, dans la province de Québec, au Canada. Sur son cours se trouvent la centrale hydroélectrique des Sept-Chutes et le canyon Sainte-Anne.

## Description
La rivière Sainte-Anne a une longueur d'environ 103 km, couvre un bassin de 1 077 km2 et a un débit moyen de 26 m3/s. La rivière trouve sa source au lac de la Tour dans le Parc national des Grands-Jardins.
À Saint-Ferréol-les-Neiges se trouvent les Sept Chutes, des chutes qui ont dans plusieurs cas une hauteur de 128 m, ainsi qu'une centrale hydroélectrique établie en 1916. Ensuite la rivière traverse le canyon Sainte-Anne, une gorge d'une longueur de 10 km aménagée en site touristique et qui inclut la chute Sainte-Anne de 74 m.
À partir de sa source, la rivière Sainte-Anne descend vers le fleuve avec une dénivellation de 979 m, selon les segments suivants :
- 3,4 km vers le sud-est, bifurquant vers l'est en fin de segment en traversant un premier petit lac, en coupant la route 381, puis en traversant le lac à Lizé (longueur : 0,6 km ; altitude : 792 m), jusqu'à son embouchure ;
- 5,6 km vers le sud-ouest en traversant sur 0,6 km le lac Perrault, puis en traversant sur 1,5 km le lac Sainte-Anne du Nord (altitude : 748 km), jusqu'à son embouchure ;
- 0,9 km vers le sud-ouest dans une vallée encaissée en recueillant la décharge (venant de l'est) du lac Pointu et la décharge (venant du nord-ouest) du lac du Versant, jusqu'à la décharge (venant du nord) du lac à Poux ;
- 0,5 km vers le sud, jusqu'à la décharge (venant du sud-ouest) du lac Turgeon ;
- 1,9 km vers le sud-est, en traversant le lac Arthabaska (longueur : 0,2 km ; altitude : 701 m), en traversant le lac Pemmican (longueur : 0,4 km ; altitude : 698 m), jusqu'à Barrage Wabano ;
- 2,8 km vers le sud-est presque en ligne droite, en traversant le lac Troué et le lac Long, en traversant le Barrage du Lac-Long, en recueillant la décharge (venant du nord) des lacs Buies et Théodule, jusqu'à un coude de rivière ; puis vers le sud dans une vallée encaissée courbant vers l'est jusqu'à la décharge (venant du nord-ouest) des lacs Chaudière et Beaupré ;
- 1,8 km vers le sud dans une vallée encaissée, en recueillant le ruisseau Courganne (venant de l'ouest), jusqu'au ruisseau du Petit Lac Double (venant du nord-est) ;
- 1,4 km vers le sud dans une vallée encaissée, recueillant une rivière (venant de l'ouest), courbant vers le sud-est, jusqu'à la confluence de la rivière Savane du Nord (venant du sud) ;
- 5,0 km vers le sud-est dans une vallée encaissée, recueillant la décharge (venant de l'ouest) du lac du Nord-Est, jusqu'au Le Big Creek (venant du nord) ;
- 8,3 km vers le sud-est dans une vallée encaissée, puis vers l'est, jusqu'à un coude de rivière correspondant à un ruisseau (venant du nord-est) ;
- 3,7 km vers le sud, en formant un écart vers l'est en début de segment, puis en traversant huit de séries de rapides, jusqu'à la confluence de la Petite rivière Savane (venant du nord-ouest) ;
- 4,5 km vers le sud en formant un grand S en début de segment, en traversant cinq séries de rapides, jusqu'à la décharge (venant de l'est) d'un lac non identifié ;
- 4,9 km vers le sud en traversant plusieurs séries de rapides, en recueillant le ruisseau Beaumier (venant du nord-ouest), en contournant deux îles, jusqu'à un coude de rivière, correspondant à la confluence de la rivière Brûlé (venant du sud) ;
- 4,4 km vers le sud-est en formant un grand S, en contournant une première île (longueur : 0,3 km) et une seconde île (longueur : 0,5 km), jusqu'à la confluence du Ruisseau de la Montagne des Sables (venant de l'est) ;
- 1,8 km d'abord vers l'est en recueillant la décharge (venant du nord) d'un lac non identifié, vers le sud, puis le sud-est, en traversant des séries de rapides, jusqu'à la rivière du Mont Saint-Étienne (venant de l'ouest) ;
- 2,1 km vers le sud-est en traversant une série de rapides en début de segment, jusqu'au pont de la route 360 ;
- 5,2 km vers le sud-est, le sud, puis le sud-est, en recueillant un ruisseau (venant du nord-ouest), relativement en ligne droite, jusqu'à la rivière Lombrette (venant du nord-est) ;
- 1,4 km vers le sud, en courbant vers l'ouest, jusqu'au Barrage des Sept-Chutes ;
- 1,6 km vers le sud-ouest en traversant les sept chutes (devant le hameau "Les Sept-Chutes") et une série de rapides, jusqu'à la rivière des Roches (venant du nord) ;
- 5,6 km vers le sud dans une vallée encaissée et en traversant plusieurs séries de rapides, en formant un crochet vers l'est, en traversant le bassin de l'Érablière en mi-segment où elle reçoit un ruisseau (venant de l'ouest), puis en formant une grande courbe vers l'ouest, jusqu'à la Chute Sainte-Anne correspondant à la confluence de la rivière du Moulin (rivière Sainte-Anne) (venant du nord-ouest) ;
- 2,4 km vers le sud en formant un grand S pour contourner les montagnes, en traversant deux séries de rapides et en recueillant en fin de segment les eaux de la rivière Jean-Larose (venant du nord-ouest), jusqu'à un barrage ;
- 1,4 km vers le sud-est en formant une courbe vers le nord-est, en traversant trois séries de rapides, jusqu'au pont de la route 138 ;
- 1,1 km d'abord vers l'est, puis vers le sud en contournant le secteur urbain de Beaupré, jusqu'au pont ferroviaire ;
- 0,5 km vers le sud-est en traversant la baie dotée d'une marina qui sert de havre pour les bateaux de plaisance, jusqu'à son embouchure[4].

La rivière Sainte-Anne aboutit à Beaupré, face à la pointe nord de l'île d'Orléans, sur la rive nord du fleuve Saint-Laurent. Cette embouchure est située à :
- 35 km au nord-est du centre-ville de la ville de Québec[5] ;
- 26,0 km au nord-est du pont reliant l'Île d'Orléans à L'Ange-Gardien (Côte-de-Beaupré) ;
- 2,5 km au nord-ouest de l'Île d'Orléans en traversant le Chenal de l'Île d'Orléans.

## Toponymie
Le toponyme « Rivière Sainte-Anne » a été officialisé le 4 avril 1982 à la Banque des noms de lieux de la Commission de toponymie du Québec. Il remplace le toponyme précédent « Rivière Sainte-Anne du Nord ».

## Centrale hydroélectrique des Sept-Chutes
La centrale des Sept-Chutes, une centrale hydroélectrique au fil de l'eau appartenant à Hydro-Québec se trouve sur la rivière Sainte-Anne. Elle a été construite en 1916 et a été modernisée en 1999. Elle possède 4 turbines pour un rendement total de 22 MW. Le potentiel hydraulique s'élève 124,97 m. La centrale peut être visitée.
|  |

## Centrale hydroélectrique Hydro-Canyon
Une centrale hydroélectrique d'une puissance maximale de 23,2 MW appartenant à la société Hydro-Canyon Saint-Joachim a été mise en marche en 2016. Elle est du type au fil de l'eau et se situe au pied de la chute Sainte-Anne. 
Le projet de centrale au fil de l’eau de la Société Hydro-Canyon Saint-Joachim a été conçu en tenant compte des volets techniques et environnementaux du milieu d’insertion.

## Sport

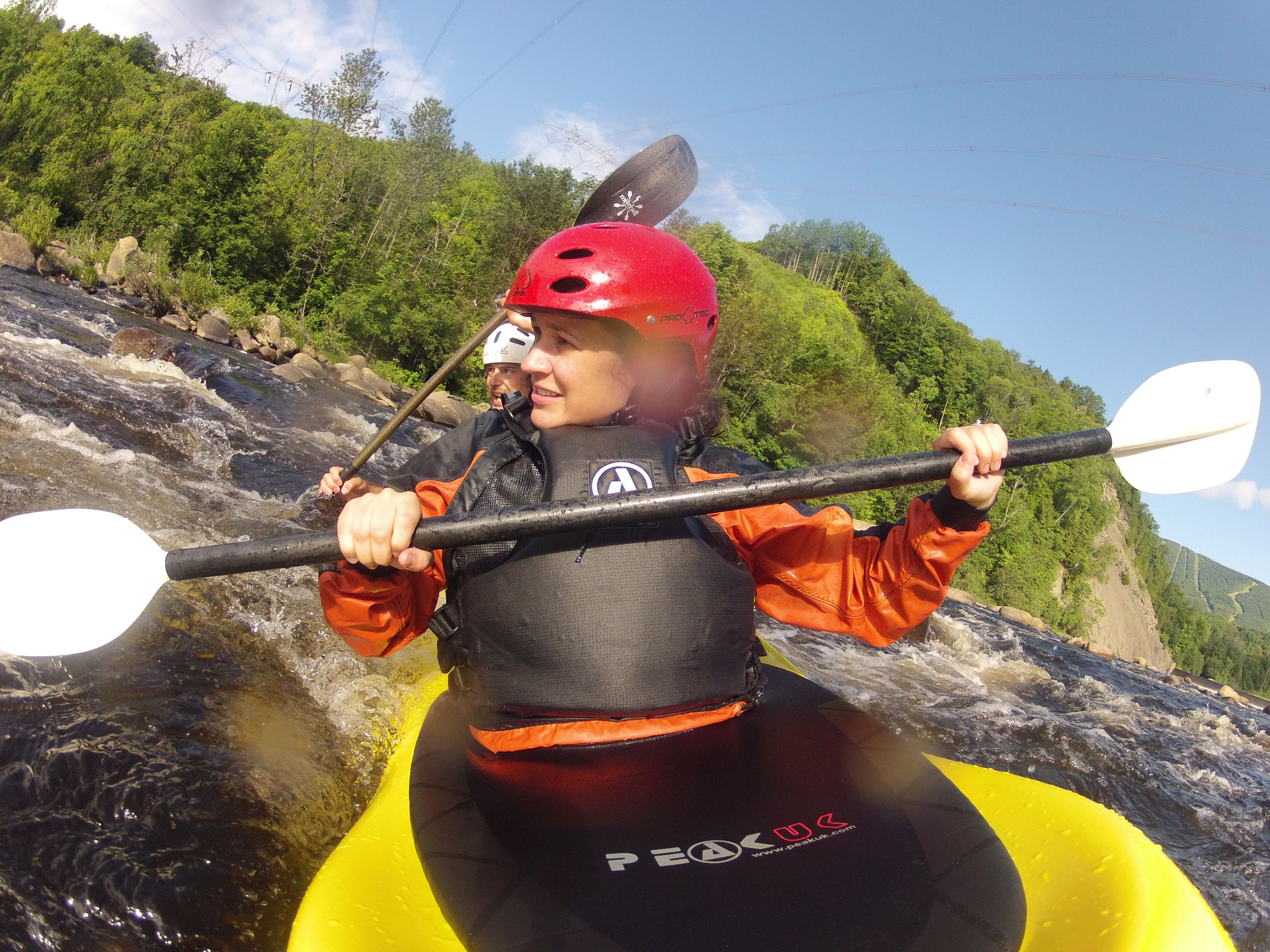
Tandem

La rivière Sainte-Anne est aussi utilisé depuis 1966 par un club et une école de kayak de rivière. La rivière Sainte-Anne-du-Nord a une portion de rivière se trouvant entre la centrale hydroélectrique des Sept-Chutes et la centrale hydroélectrique Hydro-Canyon qui est classée de niveau expert par le guide des rivières du Québec.